# 테레사 메릿

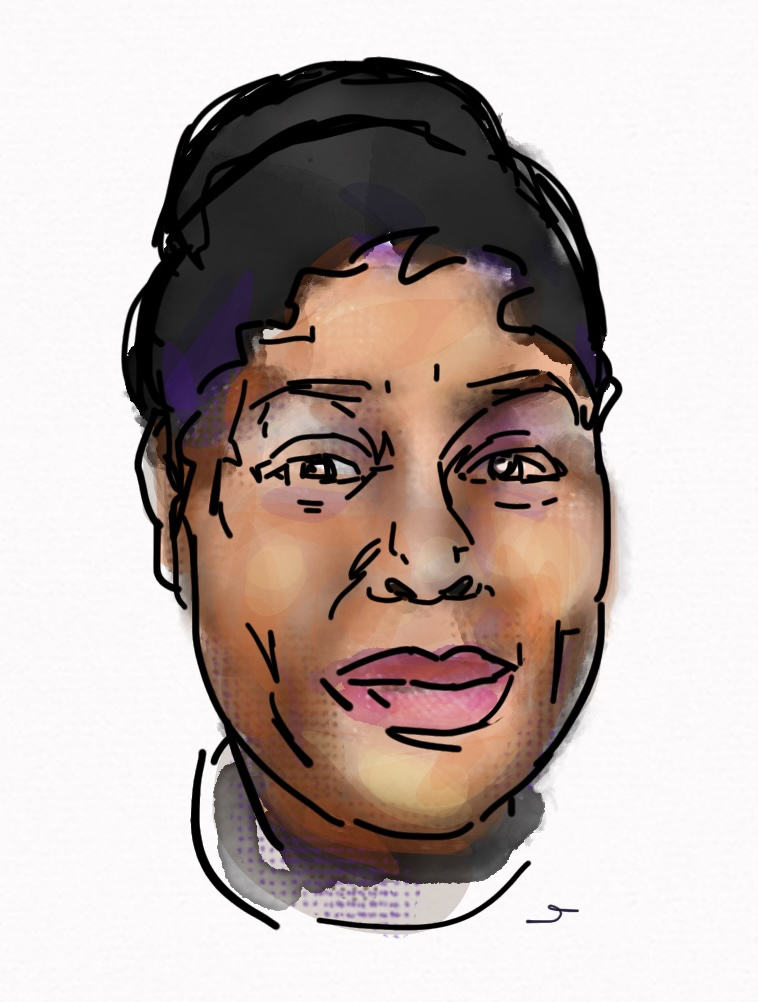

테리사 메릿(Theresa Merritt, 1924년 9월 24일 ~ 1998년 6월 12일)은 미국의 배우이다.
엠포리아에서 태어났으며 브롱크스에서 사망하였다. 사인은 피부암이다.

## 출연 작품

### 영화
- 인간의 증명 (1977)
- 굿바이 걸 (1977)
- 마법사 (1978)
- 위대한 산티니 (1979)
- 베스트 리틀 호하우스 인 텍사스 (1982)
- 쏘냐 (1988, Astonished)
- 악령의 관 (1988)
- 발레리나의 꿈 (1989, Zwei Frauen)
- Voodoo Dawn (1991)
- 백만장자 빌리 (1995)
- 홈 프라이스 (1998)